# コンコルド橋
コンコルド橋（仏: Pont de la Concorde）はフランス、パリのセーヌ川に架かる橋である。コンコルド広場とオルセー河岸（quai d'Orsay）を結んでいる。
名前がルイ16世橋、革命橋、コンコルド（調和）橋と二転三転したことで知られている。コンコルド橋と呼ばれるようになったのは1830年からである。

## 沿革
橋の計画は1725年にルイ15世広場（現在のコンコルド広場）の整備とともに始まった。この場所には渡し船があり、後に「ポン・ルージュ」と呼ばれた赤い橋が架けられていたが、それを置き換えるためだった。1787年以降は技術者ジャン＝ロドルフ・ペロネが責任者となる。革命の動乱の時代に橋を架けるためにバスティーユ牢獄の解体でできた石材を利用した。1791年8月17日に赤い橋が取り壊され、22～23日にかけてセメントを橋の中央まで流し、25日に舗装工事が行われた。
1810年にはナポレオンが第一帝政期に名誉の戦死を遂げた8人の将軍の彫像を据え付けた。
王政復古の時代にはこれらの彫像は12体の大理石像に取り替えられた。4人の偉大な大臣（コルベール、リシュリュー、シュジェール、シュリー）、4人の陸軍軍人（バイヤール、ルイ1世コンデ公、ベルトラン・デュ・ゲクラン、テュレンヌ）、4人の海軍軍人（レネ・デュゲトルーアン、アブラハム・デュケーヌ、ピエール・アンドレ・ド・シュフラン、トゥールヴィル）である。しかしこれらの像は重すぎたため、ルイ・フィリップが撤去し、ヴェルサイユ宮殿に移してしまった。
コンコルド橋の交通量は非常に多い。そのため1930年から1932年にかけて拡幅工事が行われ、橋の幅は2倍になった。また、1983年にもリフォームされている。今日ではペリフェリックを除くパリの橋の中で最も交通量が多い橋となっている。

## 交通
- メトロ1、8、12号線　コンコルド駅（Concorde）下車

## 隣の橋
（上流）ロワイヤル橋―レオポール・セダール・サンゴール橋（ソルフェリーノ橋）―コンコルド橋―アレクサンドル3世橋―アンヴァリッド橋（下流）